# قاطع (حساب المثلثات)
في حساب المثلثات والتحليل الرياضي، دالة قاطع الزاوية أو دالة القاطع (بالإنجليزية: Secant)‏، سميّت سابقًا بقُطْر الظِّل، هي إحدى الدوال المثلثية التي تتبع قيمة زاوية، يرمز لها بـ {\displaystyle {\sec(x)}}، ويمثل القاطع مقلوب قيمة جيب التمام أي {\displaystyle \sec x={\frac {1}{\cos x}}}.
 أي أنه إذا كانت لدينا زاوية ضمن مثلث قائم فإن قاطع هذه الزاوية يساوي نسبة طول الوتر إلى الضلع المجاور للزاوية.
إن القاطع هو دالة مثلثية فرعية نسبية إلى كون الدوال الرئيسية المعروفة هي الجيب وجيب التمام والظل.
يمكن التعبير عن قاطع زاوية x -معبرا عنها بالتقدير الدائري- بواسطة سلسلة تايلور التالية:
{\displaystyle {\begin{aligned}\sec x&{}=\sum _{n=0}^{\infty }{\frac {U_{2n}x^{2n}}{(2n)!}}=\sum _{n=0}^{\infty }{\frac {(-1)^{n}E_{2n}x^{2n}}{(2n)!}}\\&{}=1+{\frac {1}{2}}x^{2}+{\frac {5}{24}}x^{4}+{\frac {61}{720}}x^{6}+\cdots ,\qquad {\text{for }}|x|<{\frac {\pi }{2}}.\end{aligned}}}
حيث {\displaystyle E_{n}} هو عدد أويلر و {\displaystyle U_{n}} هو عدد Up/down.

## اشتقاق
مشتق الدالة هو:
{\displaystyle {\frac {d}{dx}}\sec x={\frac {d}{dx}}{\frac {1}{\cos x}}={\frac {\sin \,x}{\cos ^{2}x}}={\frac {1}{\cos x}}\cdot {\frac {\sin \,x}{\cos x}}=\sec x\cdot \tan x.}

## تكامل
تكامل الدالة لها ثلاثة أشكال متكافئة:
{\displaystyle \int \sec x\,dx=\left\{{\begin{array}{l}{\dfrac {1}{2}}\ln \left|{\dfrac {1+\sin x}{1-\sin x}}\right|+C\\[15pt]\ln \left|\sec x+\tan x\right|+C\\[15pt]\ln \left|\tan \left({\dfrac {x}{2}}+{\dfrac {\pi }{4}}\right)\right|+C\end{array}}\right\}{\text{ (equivalent forms)}}}